# Joachim Stumpf
Joachim „Jochen“ Stumpf (* 1946 in Weißenfels) ist ein deutscher Basketballfunktionär und Unternehmer. Er ist der Wegbereiter des Bundesliga-Basketballs in der Stadt Weißenfels, führte den SSV Weißenfels (später Mitteldeutscher BC) als Geschäftsführer, Vorsitzender, Gesellschafter und Geldgeber in die Bundesliga.

## Werdegang
Ab 1961 spielte Stumpf Basketball in der Jugend des SSV Weißenfels und später in der Herrenmannschaft des Vereins, mit der er 1979 als Meister der Südstaffel der DDR-Liga in die höchste Spielklasse der Deutschen Demokratischen Republik, die Oberliga, aufstieg. Anschließend wechselte er vom Spielfeld ins Funktionärsfach, kümmerte sich ab 1979 als Mannschaftsleiter um die Belange des Oberligisten. Er versuchte in den 1980er Jahren, in Weißenfels ein Leistungszentrum für den Jugendbasketball einzurichten, was wegen fehlender Unterstützung aus der Politik nicht gelang.
Zur Saison 1990/91 holte Stumpf mit den beiden Tschechen Pavel Raska und Ladislav Rous erstmals zwei Berufsbasketballspieler in die Weißenfelser Mannschaft. Nach der letzten Saison in der Geschichte der DDR-Liga, die Stumpfs Weißenfelser als Tabellendritter abschlossen und damit in die gesamtdeutsche Regionalliga (dritthöchste Spielklasse) eingeordnet wurden, legte er die Zielstellung fest, die Mannschaft eines Tages in die Basketball-Bundesliga zu führen.
Bereits in der DDR war Stumpf selbständiger Baustoffhändler, betätigte sich später auch als Unternehmer im Trockenbau. Nach der Wende in der DDR war Stumpf in Weißenfels Betreiber eines Marktes der Kette Hagebau, mit dem er auch Namensgeber (bis 2000 SSV Hagebau Weißenfels) und einer der Geldgeber der Mannschaft wurde. Stumpf wurde Vereinspräsident und war Geschäftsführer. 1996 überzeugte Stumpf Frank Menz zum Wechsel nach Weißenfels. Unter Menz als Trainer gelang 1997 den Weißenfelsern in Stumpfs Amtszeit der Aufstieg in die 2. Basketball-Bundesliga und 1999 durch die Übernahme der Teilnahmeberechtigung des SV Oberelchingen der Sprung in die Bundesliga. 1999 äußerte Stumpf das Ziel, mit der Mannschaft „in drei bis fünf Jahren“ fester Bestandteil der Bundesliga-Spitze zu sein. In der Sommerpause 2000 setzte Stumpf die Änderung des Mannschaftsnamens in Mitteldeutscher BC um und strebte damit an, für den Verein verstärkt Unternehmen und Zuschauer über den Raum Weißenfels hinaus zu gewinnen. Das für Spitzenbasketball nötige Geld, so sagte Stumpf seinerzeit, sei „aus und um Weißenfels nicht mehr zu holen“. Zuvor hatte Stumpf auch Gespräche über einen Umzug der Mannschaft nach Leipzig geführt.
Stumpf blieb bis 2003 als Vorsitzender und Geschäftsführer im Amt, anschließend war er weiterhin Mitgesellschafter des Betreiberunternehmens des Bundesligisten (WFS Marketing GmbH) und des Weiteren Mitglied im sportlichen Beirat der Mannschaft. Stumpf wurde von der Mitteldeutschen Zeitung zugeschrieben, im Weißenfelser Basketball den größten Anteil am „Übergang zum Profisport“ gehabt zu haben. Als die WFS Marketing GmbH 2004 Zahlungsunfähigkeit anmeldete, wirkte sich das wirtschaftlich auch auf Stumpf als Mitgesellschafter aus: Sein Unternehmen, mit dem er im Baustoffhandel tätig war, machte Pleite. Stumpf zog nach Litauen, lebte dort sechs Jahre und arbeitete in Vilnius am Aufbau eines Betriebes im Bereich Baustoffhandel mit. Später zog er nach Leipzig.
Ab 2011 war er bei den Uni-Riesen Leipzig in der Gewinnung von Geldgebern tätig und an der Ausarbeitung des Plans beteiligt, die Leipziger Mannschaft in die Bundesliga und bis 2016 in die EuroLeague zu führen. Die Umsetzung des Vorhabens erfolgte nicht.